# Dobra, Hunedoara
Dobra este satul de reședință al comunei cu același nume din județul Hunedoara, Transilvania, România.

## Geografie
Localitatea Dobra este situată pe DN68A, la câțiva kilometri sud de râul Mureș. Spre nord se află Lunca Mureșului iar spre sud dealuri, cu înălțimi de 200-300 m, ce preced Munții Poiana Ruscă.
Clima este relativ umedă, favorizând o vegetație bogată. Dealurile din jurul localității sunt  acoperite cu pășuni și păduri de foioase.
Cel mai important curs de apă care drenează teritoriul localității Dobra este râul Dobra-Bătrâna ce izvorăște în zona vârfului Rusca și are ca și afluenți principali pâraiele Lunca Vadului, Țiganului, Ivanului, Cornet și Muncel.
Râul Dobra – Bătrâna, prin lungimea de 45 km și 180 km² suprafață drenată (165 km² în zona muntoasă și 15 km² în cea de dealuri), reprezintă al doilea afluent al Mureșului ce izvorăște din Poiana Ruscă. Pe acest râu au existat până spre 1950 numeroase mori.
Din punct de vedere etnografic, localitatea Dobra se află la limita dintre Ținutul Pădurenilor și valea  Mureșului.

## Istoric
Pe teritoriul satului Dobra s-au descoperit urme de locuire încă din preistorie.
Înainte de sfârșitul primului mileniu, aici exista germenele unei formațiuni statale.
Prima atestare documentară este din anul 1387 sub numele maghiar Iwfiw (Jófű), (rom.cereale bune) o adaptare a numelui inițial de origine slavă. La Dobra este atestată și o cetățuie, ale cărei ruine mai existau până spre 1900, ulterior fiind distruse prin extinderea terenului agricol. 
În epoca medievală a fost un important centru comercial, târgurile de la Dobra atrăgând chiar și negustori din Boemia, Polonia, Germania. 
În 1721 aici a izbucnit o răscoală țărănească, rapid înăbușită de autorități, cunoscută ca "Răscoala de la Dobra".
Pe la 1744, aici a predicat călugărul ortodox Visarion Sarai, trimis de mitropolitul ortodox de la Karloviț, făcând agitații publice împotriva unirii biserici ortodoxe din Ardeal cu Roma. 

Târg la Dobra (carte poștală din anul 1920)

Spre sfârșitul secolului XVIII a făcut parte din regiunea militară grănicerească, locuitorii având o serie de privilegii în schimbul serviciului militar prestat în folosul monarhiei habsburgice.
Românii din Dobra făceau parte din Regimentul I român de graniță, în localitate existând o subunitate de cavalerie (husari). Fosta cazarmă a fost transformată mai târziu în hotel, numele acestuia amintind vechea destinație: "La husariu".
În anul 1925 la Dobra funcționează institutul românesc de credit: "Grănicerul" (fondat în anul 1898) și exista deja o filială a băncii "Casa de păstrare din Orăștie" S.A., Institutul de Credit Grănicerul ajunsese la un capital de 250 000 lei, mai exista o mică bancă locală "Orientul" cu un capital de 100 000 lei. Existau cinci magazine, un hotel, o brutărie, o ceasornicărie, două ateliere de argintărie, trei croitorii, paisprezece cizmării, o măcelarie, un atelier de pălării, două frizerii-bărbierii, două ateliere de tâmplărie, două manufacturi, o moară, un atelier mecanic și o făbricuță de var.

## Demografie
Pe la sfârșitul secolului XIX, în Dobra trăiau 1202 români (în anul 1891), exista o școală cu 3 învățători și o învățătoare, precum și un oficiu poștal. 
În 1925, Dobra avea 1551 locuitori.

## Lăcașuri de cult

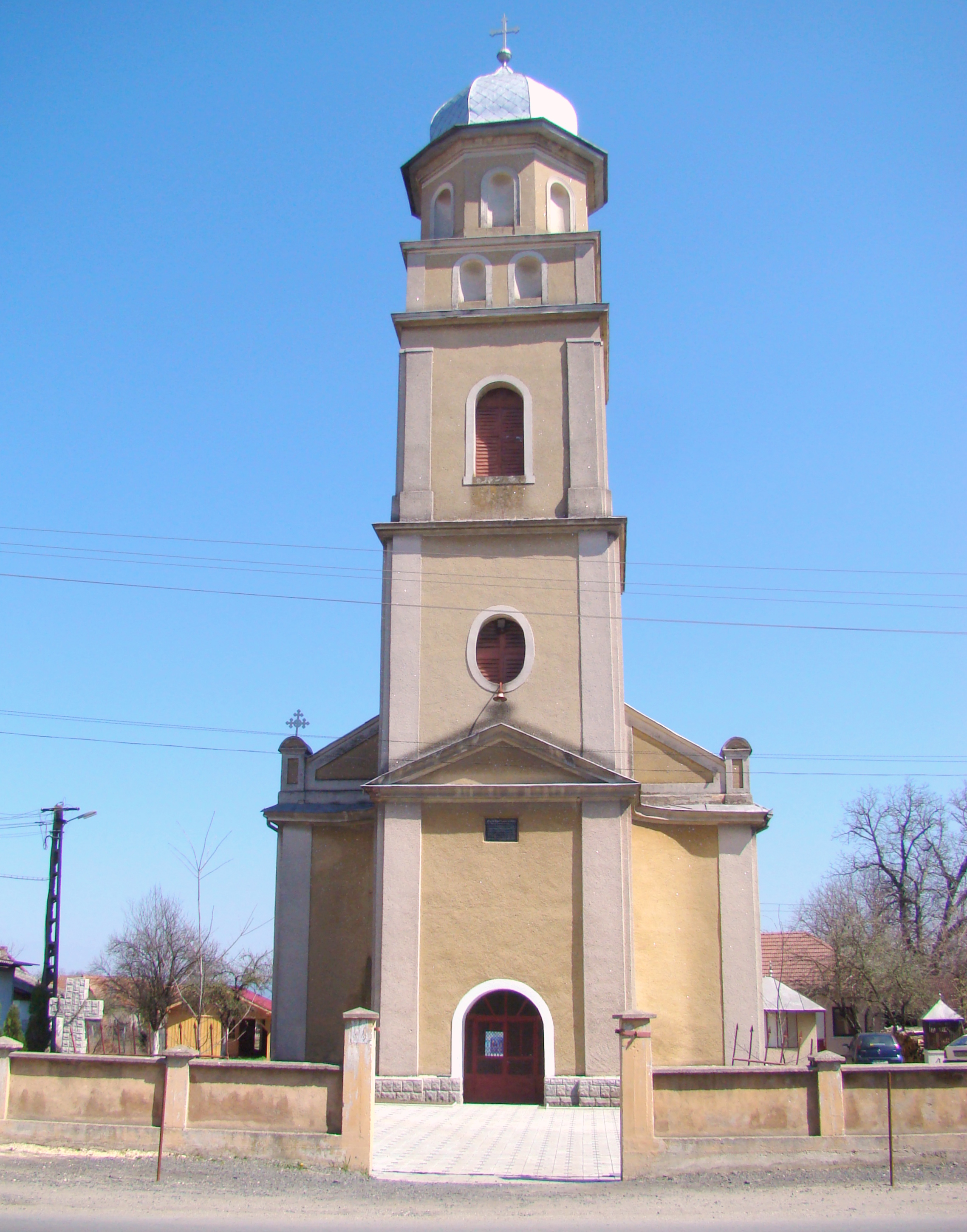
Biserica „Pogorârea Duhului Sfânt” (1815)

În vechiul târg Dobra se găsește o biserică de mari dimensiuni, având hramul „Pogorârea Duhului Sfânt”, construită de Corporația grănicerească. De plan dreptunghiular, cu un altar heptagonal nedecroșat, sprijinit prin patru contraforți, o navă cu două absidiole laterale înguste și un impunător turn-clopotniță etajat, ridicat deasupra intrării apusene (alta, precedată de un pridvor deschis, se găsește pe latura sudică), edificiul a fost finalizat, potrivit pisaniei în grafie chirilică, în anul 1815; lucrările de construcție începuseră în 1812. Biserica, menționată în conscripția din 1829-1831, a fost afectată de două mari incendii, anume în 1833 și 1874, urmate de ample renovări. Altele au avut loc în anii 1924-1925, 1965, 1972-1973, 1981 și 1986-1987. Sfințirea lăcașului s-a făcut la 14 noiembrie 1965. Din pricina degradării stratului iconografic interbelic, executat în 1924 de Antoniu Steff din Hondol, peste un alt decor mural, parțial, din 1869, aparținător zugravului Gherdanovits din Lugoj, în anii 1986-1988 a fost necesară repictarea pereților, sarcină dusă la bun sfârșit de Cristian Corneanu din Hârșova.

## Personalități și cultură
În Dobra s-a născut dirijorul Miron Rațiu, personalitate a muzicii românești, ce a activat la Filarmonica din Oradea.                                                             
În Dobra a activat înainte de 1989 un cunoscut cor mixt, laureat la numeroase ediții ale Festivalului "Cântarea României".
În preajma sărbătorilor de Crăciun, la Dobra se organizează Festivalul Dubașilor.
În Dobra există o biserică catolică maghiară construita în 1776 și o biserică ortodoxă renovată în 1815, prilej cu care s-a pus o placă comemorativă în numele împăratului austriac Francisc I.
Există două cimitire, unul creștin și unul evreiesc.

## Sport
Dobra avea fosta echipă de fotbal, ”Victoria” Dobra, care o activat în Liga V Hunedoara. 
Stadionul are o capacitate de 200 locuri. Echipa a activat în anii 2016-2020. 
Localitatea are o stație CFR, pe linia secundară Deva-Ilia-Lugoj-Timișoara.

## Galerie de imagini

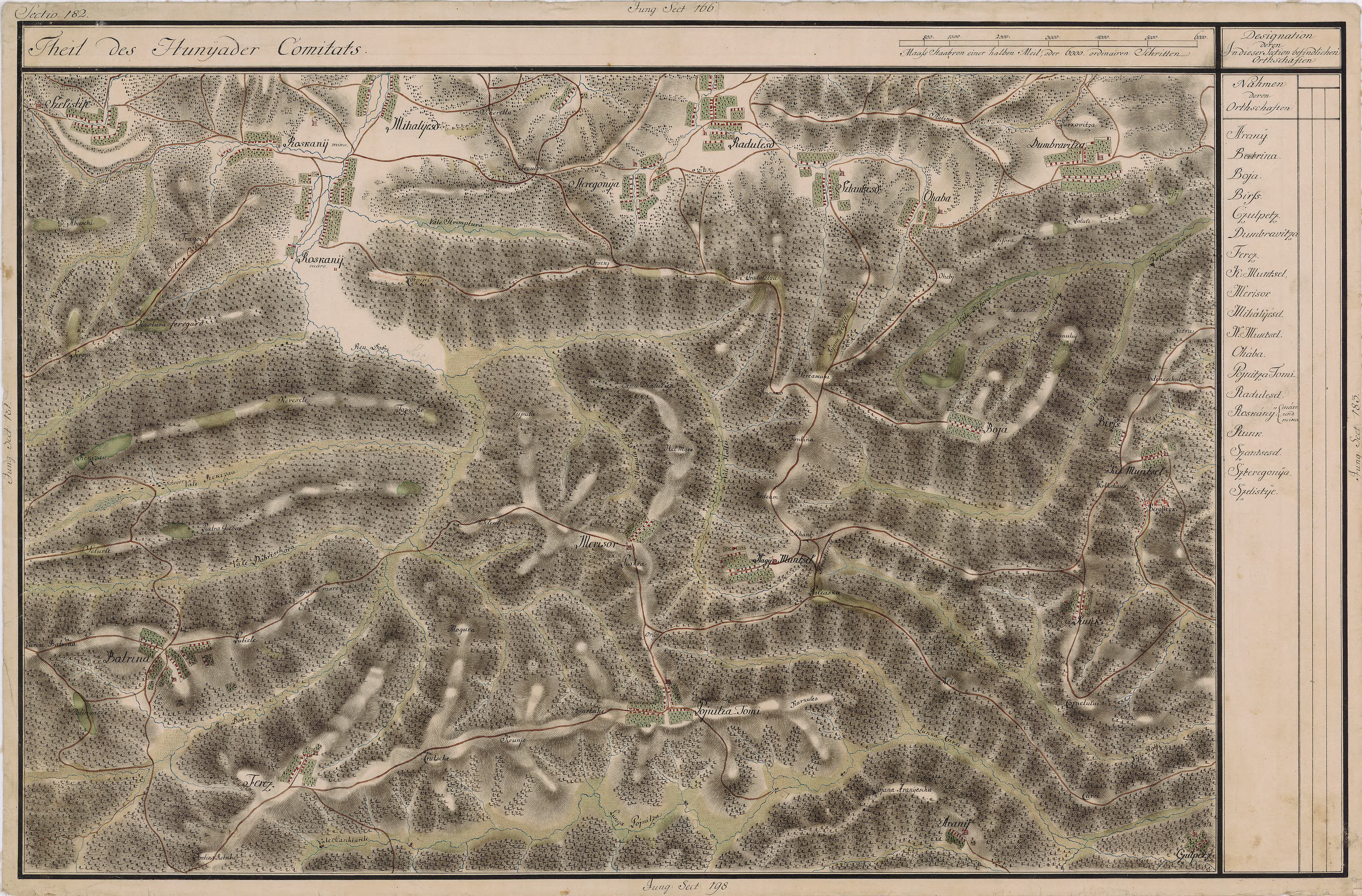
Dobra în Harta Iosefină a Transilvaniei, 1769-1773
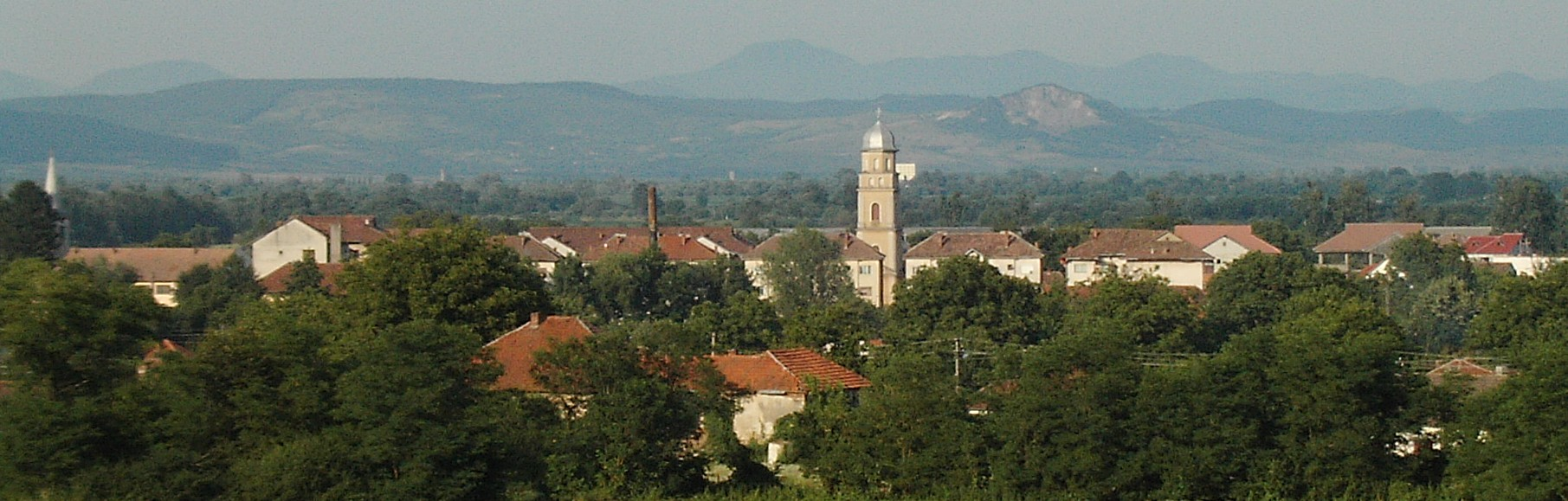
Vedere panoramică asupra satului
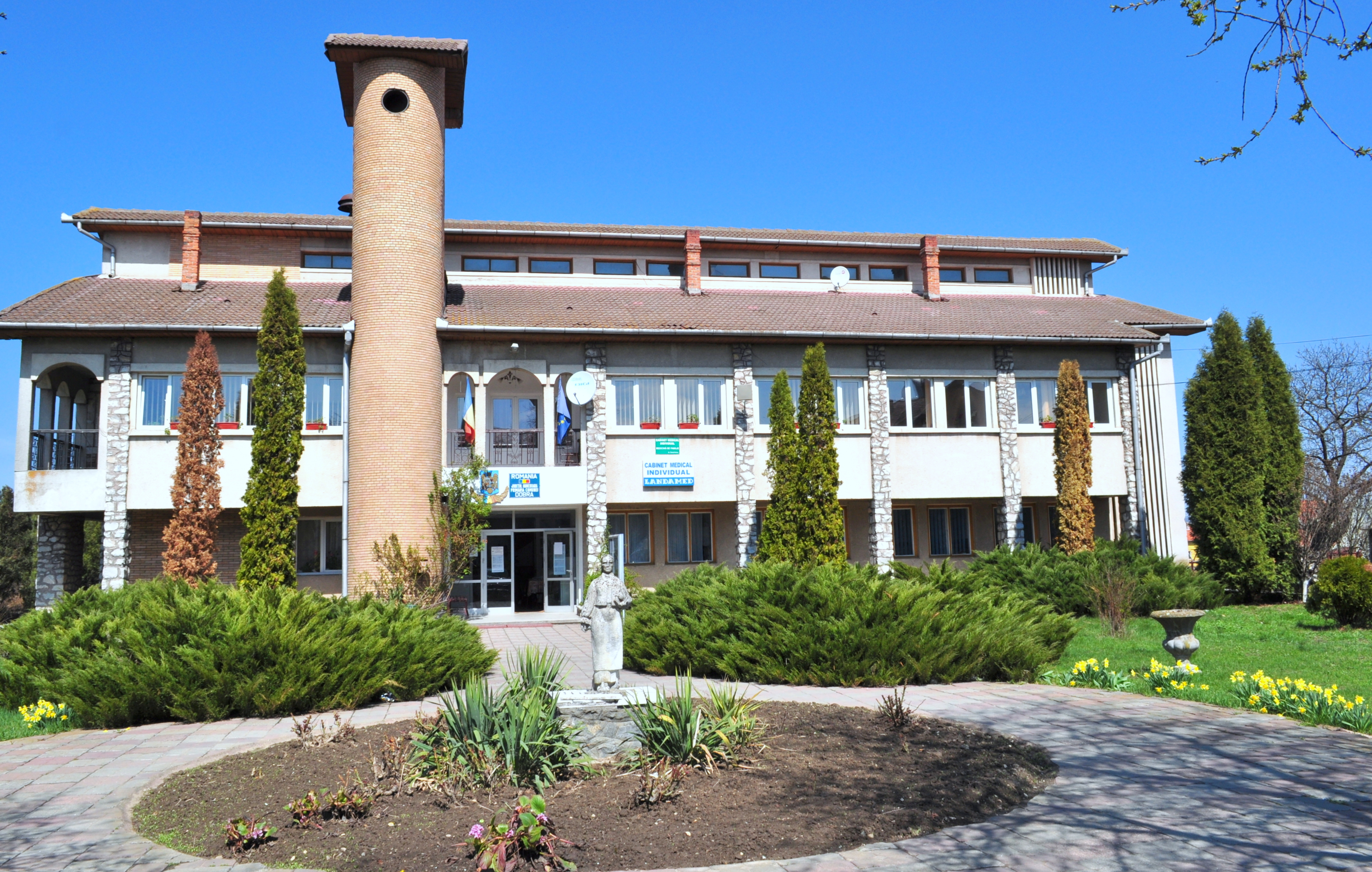
Primăria comunei Dobra
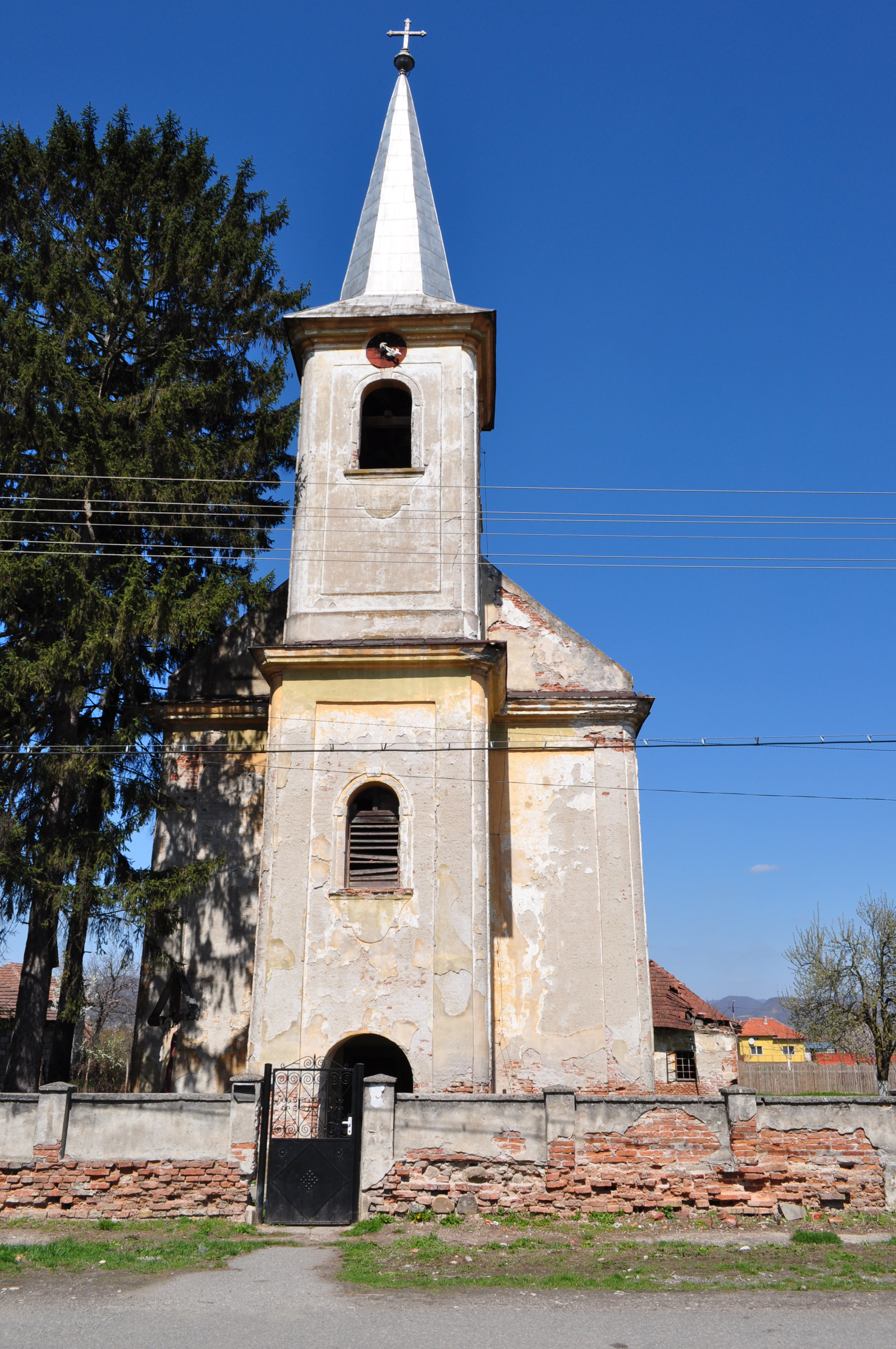
Biserica romano-catolică
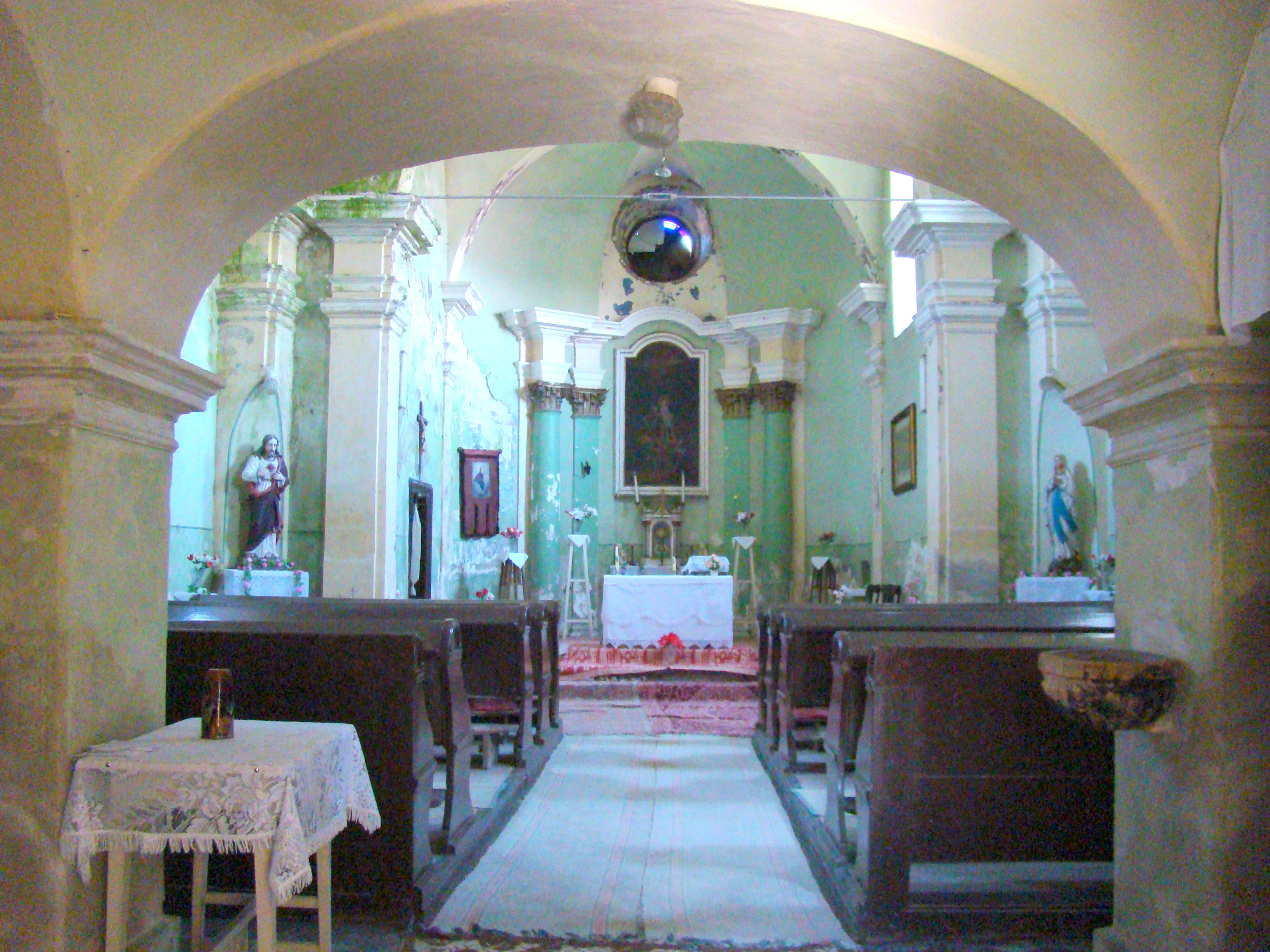
Biserica romano-catolică (interiorul navei)
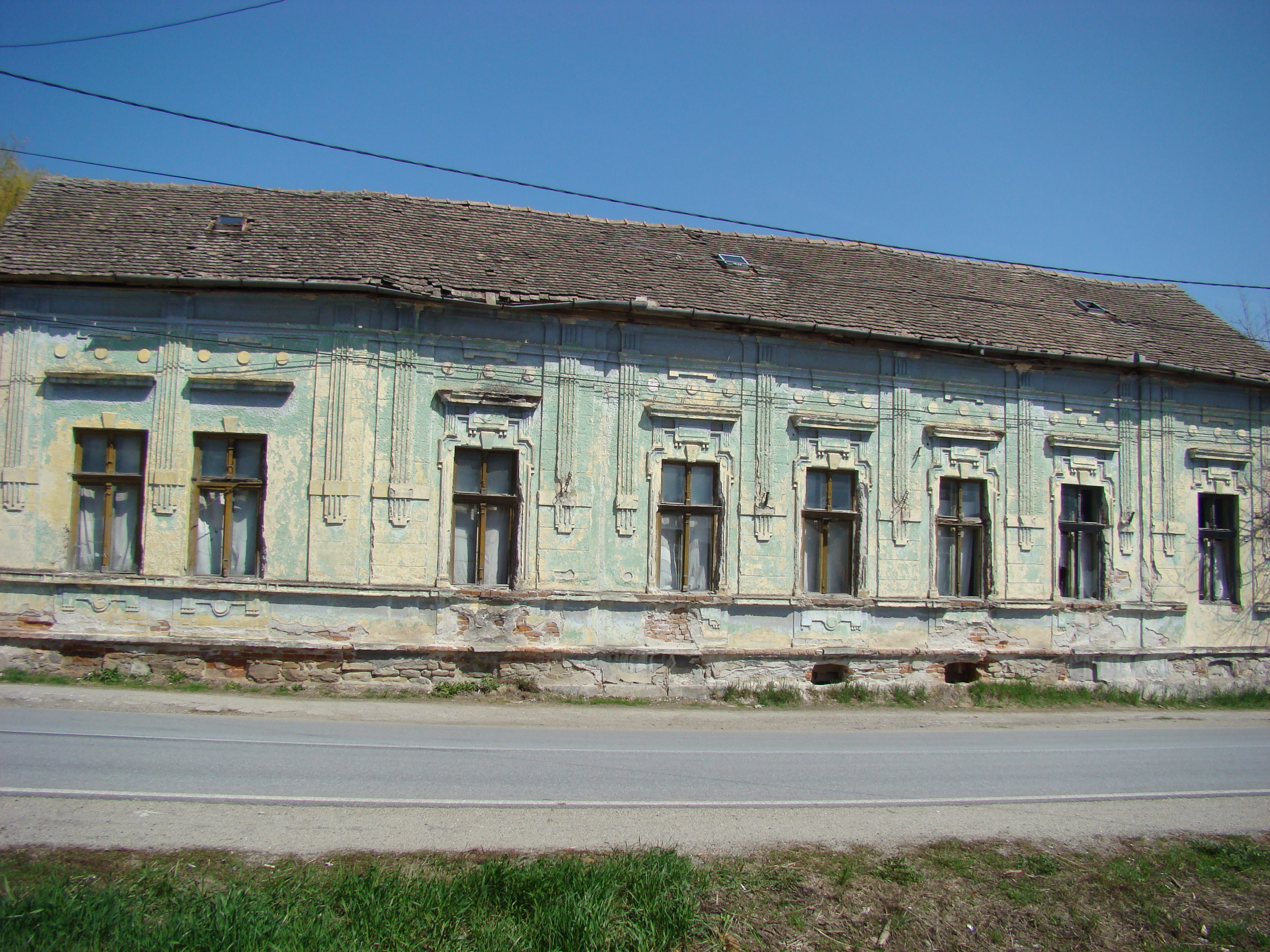
Clădirea fostei preturi (sec.XIX), monument istoric